# Матвеевская (Нюксенский район)
Матвеевская — деревня в Нюксенском районе Вологодской области.
Входит в состав Городищенского сельского поселения, с точки зрения административно-территориального деления — центр Космаревского сельсовета.
Расстояние до районного центра Нюксеницы по автодороге — 43 км, до центра муниципального образования Городищны по прямой — 3 км. Ближайшие населённые пункты — Космаревская Кулига, Жар, Шульгино.
По переписи 2002 года население — 139 человек (70 мужчин, 69 женщин). Преобладающая национальность — русские (99 %).